# Stentjärnarna, Dalarna
Stentjärnarna är en sjö i Orsa kommun i Dalarna och ingår i Dalälvens huvudavrinningsområde.